# Independentismo aragonés

Estrelada aragonesa, o bandera independentista aragonesa.

El independentismo aragonés es una corriente política que defiende la independencia de Aragón respecto al Estado español. No se debe confundir independentismo con nacionalismo aragonés, ya que son dos conceptos que pueden tener diferencias. El nacionalismo no quiere necesariamente la independencia total del territorio, mientras que este es el principal objetivo del independentismo. 

## En la actualidad
Actualmente se declaran independentistas algunas organizaciones, sindicatos y partidos políticos aragoneses como Puyalón de Cuchas, Chobenalla Aragonesista (antiguas juventudes de CHA, actualmente integradas en Purna), el centro social A Enrestida (Zaragoza), el sindicato de estudiantes SEIRA, la organización juvenil Purna (dentro de la coalición Bloque Independentista de Cuchas);  el Sindicato Obrero Aragonés (SOA),  Estado Aragonés y algunos sectores de la Chunta Aragonesista.

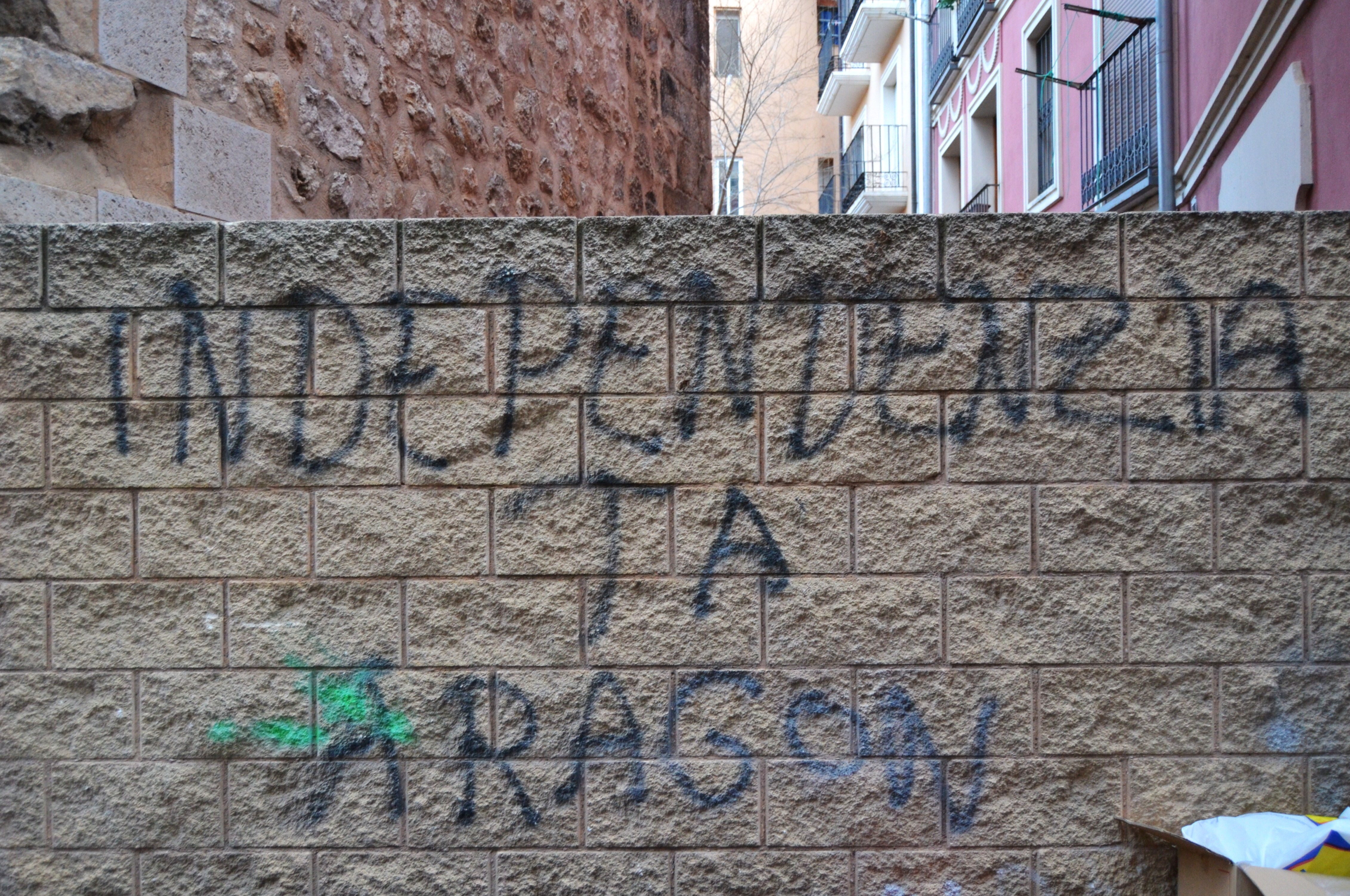
Pintada independentista aragonesa en Teruel que dice en aragonés ¡Independencia para Aragón!

Suelen emplear como símbolo del independentismo aragonés diferentes variantes de la tradicional bandera de Aragón, llamadas estreladas. Las versiones más conocidas son la estrelada roja (Una cuatribarrada con una estrella roja en medio) y la estrelada de Gaspar Torrente (Una cuatribarrada con un cantón azul en la parte superior izquierda con una estrella blanca dentro), siendo la estrelada roja la que goza de mayor difusión y utilizada incluso entre gente sin afiliación independentista (como los Colectivos de Jóvenes Comunistas y el PCPE en Aragón).
También se pueden observar en algunas manifestaciones y algunos conciertos de música popular aragonesa.